# Cryptolabis (Cryptolabis) vallicola
Cryptolabis (Cryptolabis) vallicola is een tweevleugelige uit de familie steltmuggen (Limoniidae). De soort komt voor in het Neotropisch gebied.